# یاتسوشیرو، کوماموتو
یاتسوشیرو در استان کوماموتو در کشور ژاپن واقع شده‌است که دارای جمعیت ۱۳۴٬۴۹۱ نفر و مساحت ۶۸۰٫۵۹ کیلومتر مربع با تراکم جمعیت ۱۹۸ نفر در کیلومترمربع است و در تاریخ ۱ سپتامبر ۱۹۴۰ به عنوان شهر شناخته شد.